# David Krumholtz
David Krumholtz (Nueva York, 15 de mayo de 1978) es un actor estadounidense. Fue protagonista de la serie Partners, una comedia basada en la vida de dos compañeros de trabajo llamados Joe (David Krumholtz) y Luis (Michael Urie) que llevan toda la vida siendo amigos y socios.

## Biografía

### Primeras etapas de la vida
Krumholtz nació en Queens, Nueva York, hijo de Judy, una asistente dental, y Michael Krumholtz, un empleado de correos. Creció en el seno de una familia judía de clase trabajadora. Su madre se trasladó desde Hungría a los EE. UU. en 1956.

### Carrera
Krumholtz comenzó su carrera a la edad de trece años, cuando siguió a sus amigos a una audición para Broadway para actuar en Conversations with My Father (1992). Aunque no esperaba hacerse con el personaje o siquiera conseguir que se fijaran en él, se adjudicó uno de los papeles secundarios, el de Charlie, y compartió créditos con Judd Hirsch, Tony Shalhoub y Jason Biggs. Poco después de empezar en Broadway, coprotagonizó dos largometrajes: Life With Mikey (1993), con Michael J. Fox, y Addams Family Values (1993), con Christina Ricci.
Por su papel en Mikey, fue nominado para un Young Artist Award. Aunque su trabajo en estas dos películas atrajo la atención de la crítica, probablemente sea más conocido por los niños y los sentimentales como el sarcástico jefe elfo Bernard de The Santa Clause (1994) y su secuela de 2002, The Santa Clause 2. Krumholtz no repitió el papel en la tercera entrega, The Santa Clause 3: The Escape Clause (2006), porque al leer el guion original encontró que el rumbo del personaje se había desvirtuado, además de que por aquel entonces había emprendido una gran cantidad de proyectos y tenía poco tiempo.
En 1994, Krumholtz coprotagonizó su primera serie de televisión, Monty, con Henry Winkler, que solo duró unos cuantos episodios. A lo largo del camino, tuvo la oportunidad de trabajar con Jason Bateman (Chicago Sons, 1997), Tom Selleck (The Closer, 1998), Jon Cryer (The Trouble with Normal, 2000), y Rob Lowe (The Lyon's Den, 2003). En 2005, el éxito le llegó por fin con la serie de televisión NUMB3RS en CBS. Junto con sus papeles protagónicos en televisión, Krumholtz ha tenido apariciones memorables como estrella invitada en ER, Ley y Orden, Undeclared, With Luck y Freaks and Geeks.

## Filmografía
| 2024 | Lousy Carter                              | Lousy Carter      |
| 2023 | Oppenheimer                               | Isidor Isaac Rabi |
| 2013 | The End of the World                      | David Krumholtz   |
| 2012 | PARTNERS                                  | Joe               |
| 2011 | A Very Harold & Kumar 3D Christmas        | Chevitz Goldstein |
| 2009 | Paper Heart                               |                   |
| 2008 | Harold & Kumar Escape from Guantanamo Bay | Chevitz Goldstein |
| 2007 | Live!                                     | Rex               |
| 2007 | Walk Hard: The Dewey Cox Story            | Schwartzberg      |
| 2007 | Superbad                                  | Benji Austin      |
| 2006 | The Nail                                  | Daniel            |
| 2006 | Bobby                                     | Agente Phil       |
| 2006 | Tenacious D in The Pick of Destiny        | Hombre #2         |
| 2006 | Kill the Poor                             | Joe Peltz         |
| 2006 | American Storage                          | Kurt              |
| 2006 | Serenity                                  | Mr. Universo      |
| 2006 | My Suicidal Sweetheart                    | Max               |
| 2006 | Guess Who                                 | Jerry MacNamara   |
| 2006 | NUMB3RS                                   | Charlie Eppes     |
| 2004 | Ray                                       | Milt Shaw         |
| 2004 | Harold & Kumar Go to White Castle         | Chevitz Goldstein |
| 2004 | Looking for Kitty                         | Abe Fiannico      |
| 2003 | The Lyon's Den                            | Jeff Fineman      |
| 2003 | Esto no es un atraco                      | Max               |
| 2002 | Cheats                                    | Evan Rosengarden  |
| 2002 | The Santa Clause 2: The Mrs Clause        | Jefe elfo Bernard |
| 2002 | You Stupid Man                            | Owen              |
| 2002 | Big Shot: Confessions of a Campus Bookie  | Benny Silman      |
| 2001 | According to Spencer                      | Ezra              |
| 2001 | Two Can Play That Game                    | Jason             |
| 2001 | Sidewalks of New York                     | Benjamin Bazler   |
| 2001 | The Mexican                               | Beck              |
| 2000 | The Trouble With Normal                   | Bob Wexler        |
| 2000 | How to Kill Your Neighbor's Dog           | Brian Sellars     |
| 1999 | Liberty Heights                           | Yussel            |
| 1999 | 10 Things I Hate About You                | Michael           |
| 1998 | The Closer                                | Bruno Verma       |
| 1998 | Slums of Beverly Hills                    | Ben Abromowitz    |
| 1997 | Chicago Sons                              | Billy Kulchak     |
| 1997 | La tormenta de hielo                      | Francis Davenport |
| 1997 | Justice League of America                 | Martin            |
| 1994 | Monty                                     | David Richardson  |
| 1994 | The Santa Clause                          | Jefe elfo Bernard |
| 1993 | Addams Family Values                      | Joel Glicker      |
| 1993 | Life with Mikey                           | Barry Corman      |
| 1992 | Radio Flyer                               | Pescador          |
| 1992 | Conversations with My Father              | Joven Charlie     |